# Давыдовский сельсовет (Гомельский район)
Давыдовский сельсовет (бел. Давы́даўскі сельсавет) — упразднённая административная единица на территории Гомельского района Гомельской области Республики Беларусь.

## История
24 мая 2007 года деревня Давыдовка передана в административное подчинение гомельских городских Совета депутатов и исполнительного комитета, включена в территорию Советского города Гомеля.
21 июня 2007 года сельсовет упразднён. Населённые пункты Осовцы, Сосновка, Уза включены в состав Бобовичского сельсовета.

## Состав
Давыдовский сельсовет включает 3 населённых пункта:
- Осовцы — деревня
- Сосновка — деревня
- Уза — деревня

Упразднённые либо исключённые населённые пункты:
- Давыдовка — деревня